# Tiago Gomes (calciatore 1986)
Tiago Henrique Damil Gomes (Oeiras, 29 luglio 1986) è un ex calciatore portoghese, di ruolo difensore.

## Caratteristiche tecniche
Gioca come terzino sinistro.

## Carriera

### Club
Ha giocato con Benfica, Estrela Amadora, Zagłębie Lubin, Osasuna, Belenenses, Estoril Praia, Braga, Metz e Apollōn Limassol, squadra di cui fa parte nella stagione 2016-2017.

### Nazionale
Ha rappresentato selezioni minori portoghesi. Il 7 novembre 2014 è stato convocato dal CT Fernando Santos per la partita di qualificazione agli Europei 2016 contro l'Armenia e l'amichevole contro l'Argentina. Ha esordito da titolare nella seconda di queste due partite, venendo sostituito al 51' minuto a causa di un infortunio.

## Palmarès

### Club

#### Competizioni nazionali
- LigaPro: 1

Estoril Praia: 2011-2012